# Giovanni Liccio
Giovanni Liccio (Caccamo, aprile 1426 – Caccamo, 14 novembre 1511) è stato un religioso italiano, predicatore domenicano e discepolo di Pietro Geremia. Fu beatificato da papa Benedetto XIV il 25 aprile 1753.

## Biografia
Nacque a Caccamo nell'aprile del 1426 da umili contadini, la madre morì poco dopo averlo dato alla luce e il padre lo affidò alle cure della sorella che lo crebbe tra gli stenti.

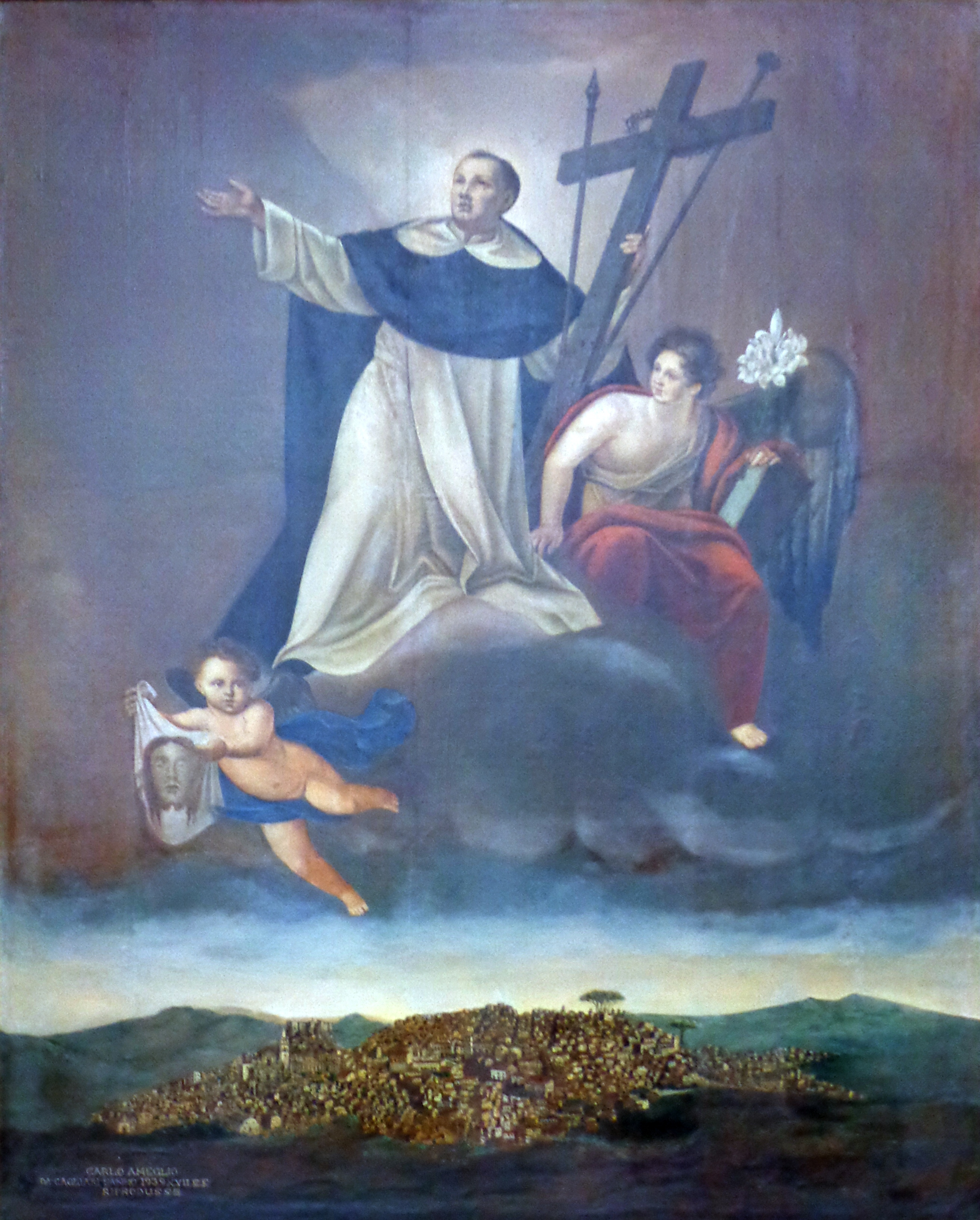
Dipinto raffigurante il Beato Giovanni Liccio con veduta di Caccamo - Carlo Ameglio - 1939 - Duomo di San Giorgio Martire

All'età di sedici anni decise di abbracciare la vita monastica e, recandosi a Palermo, entrò nel convento domenicano di Santa Zita dove conobbe Pietro Geremia che lo invitò ad entrare nell'Ordine dei frati predicatori e fece maturare la sua statura umana, culturale e spirituale.
Giovanni divenne prima docente di Teologia presso lo studium dei domenicani di Palermo e poi predicatore itinerante raggiungendo ogni angolo dell'isola, tanto da meritarsi l'appellativo di "predicatore della Sicilia". Successivamente fu chiamato a predicare per lunghi periodi anche a Vicenza (1466-1467) e Napoli (1479).
Con somma prudenza eseguì importanti incarichi nell'Ordine Domenicano. Fu eletto nel 1488 vicario e visitatore canonico dei conventi domenicani riformati in Sicilia e fu chiamato anche a svolgere missioni al personale servizio di vari Maestri Generali dell'Ordine Domenicano.
Ritornato a Caccamo, sua città natale, fondò il convento domenicano con l'annessa Chiesa di Santa Maria degli Angeli. 
Durante la costruzione del convento si narrano un susseguirsi di prodigi compiuti per mezzo della sua intercessione.

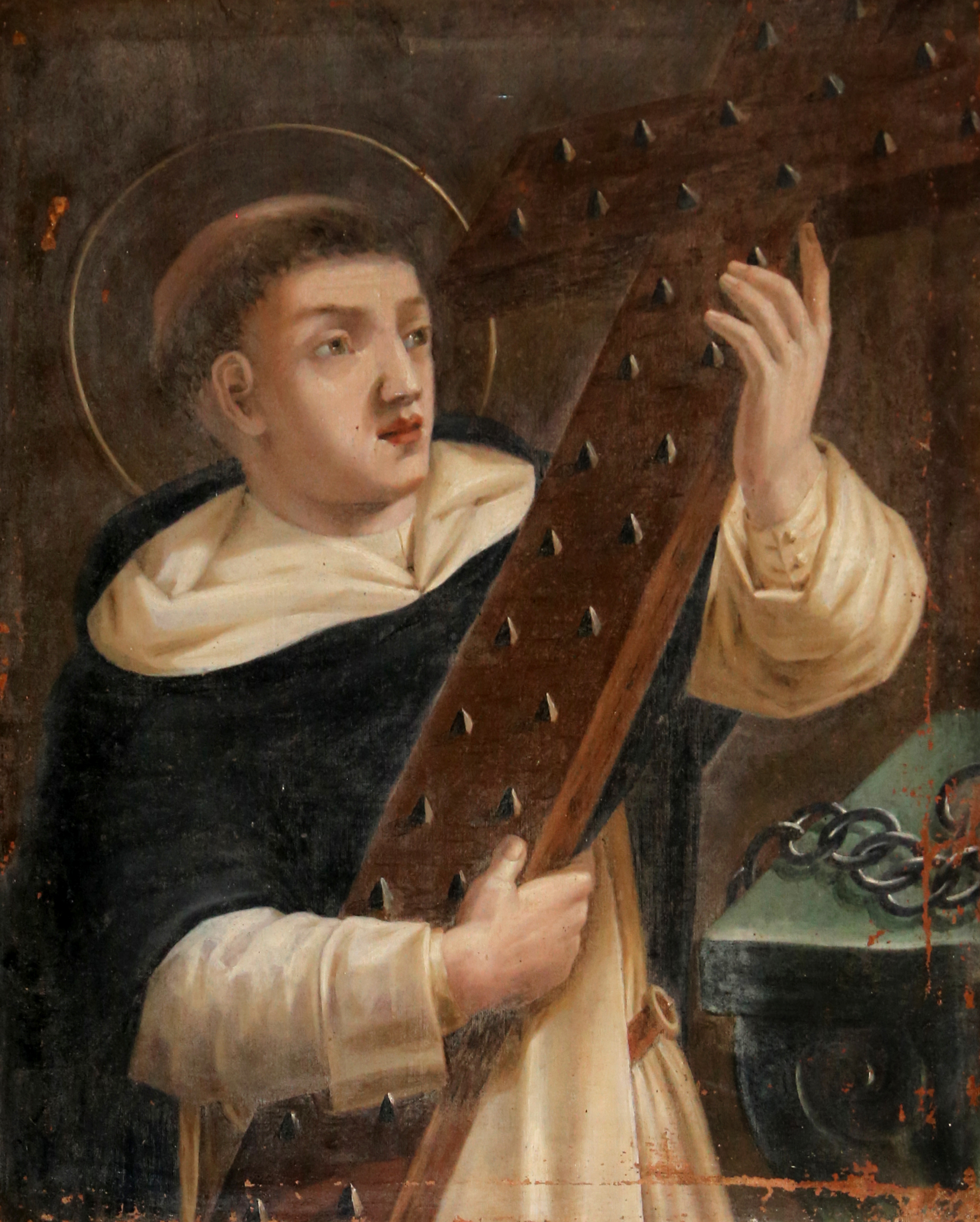
il beato Giovanni Liccio. Scuola toscana, santi e beati domenicani, 1760-65 ca.

Morì a Caccamo il 14 novembre 1511.

## La beatificazione
Fu beatificato da papa Benedetto XIV il 25 aprile 1753. È stato il primo domenicano di Sicilia ad essere iscritto nell'elenco dei beati.

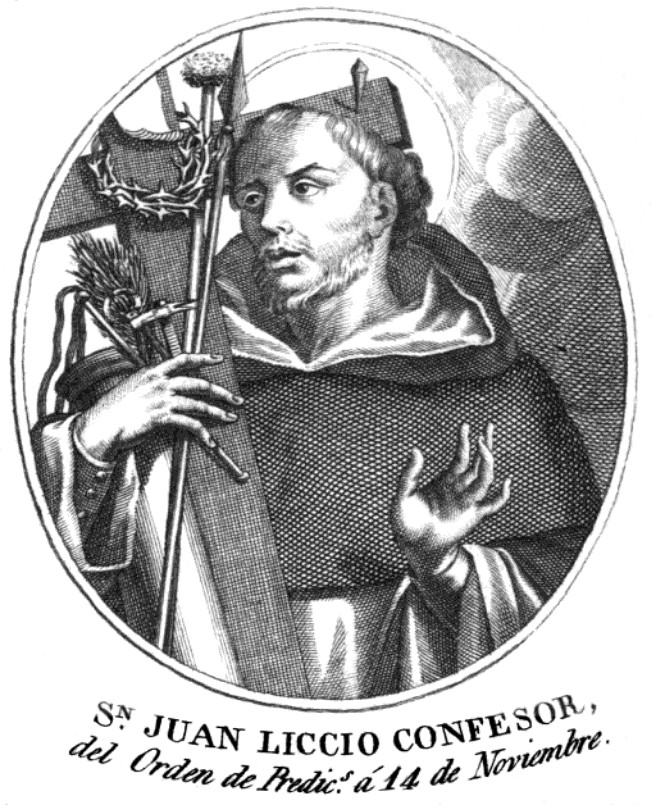
immagine raffigurante il beato

## Il culto a Caccamo
Al beato sono riservate due festività: la prima, nell'ultima domenica di maggio e il lunedì successivo nella Chiesa di Santa Maria degli Angeli, in ricordo della traslazione (1754) delle sue spoglie mortali per volontà dell'arcivescovo di Palermo S.E. Mons. Filippo Lopez y Royo.

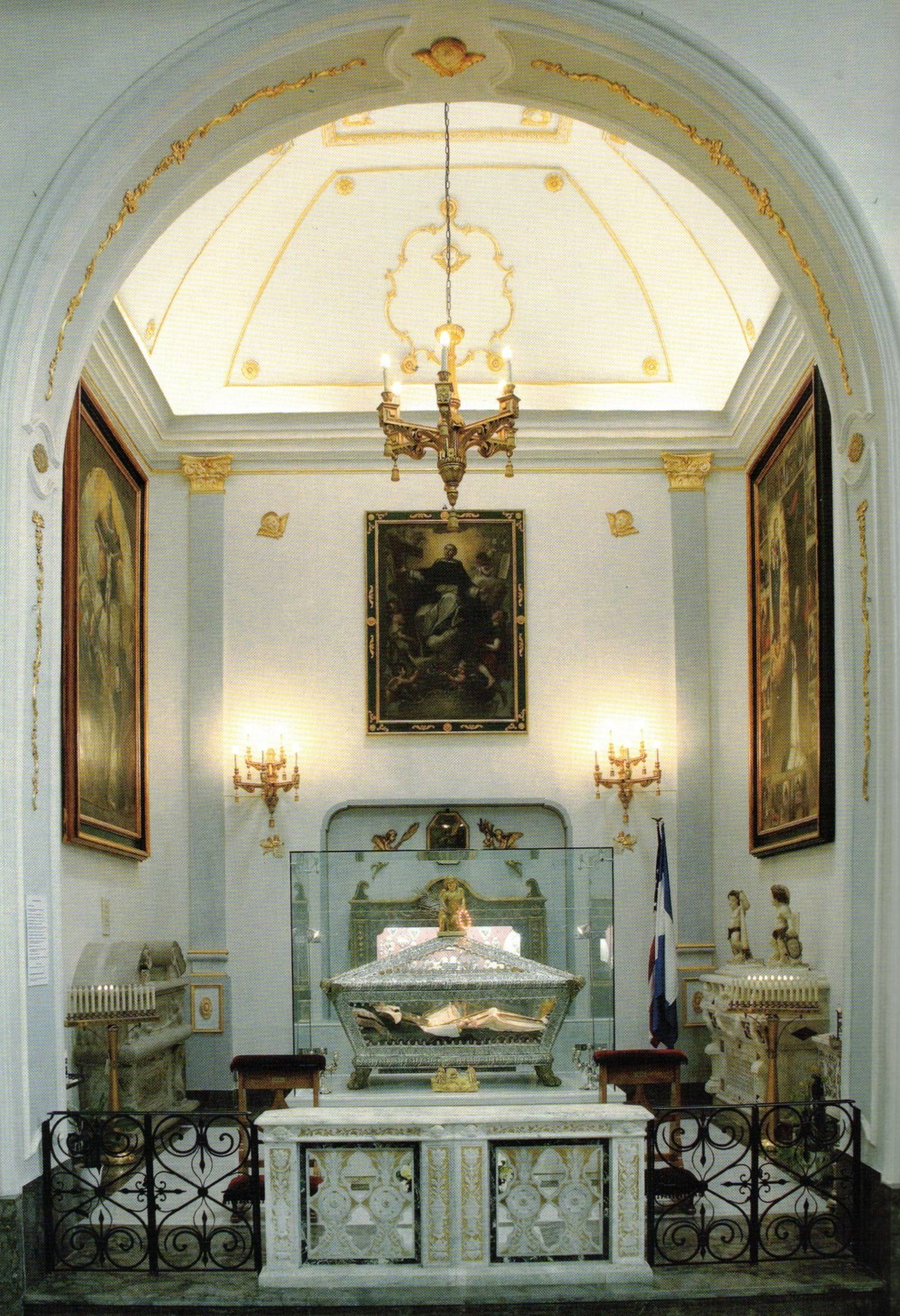
cappella dedicata al beato contenente l'urna reliquiaria - Chiesa di Santa Maria degli Angeli (Caccamo)

In quest'occasione l'urna reliquiaria del beato viene portata in processione per le vie principali e i quartieri più antichi del paese, seguita dai fedeli.
Al ritorno, nella piazza antistante la Chiesa di Santa Maria degli Angeli, viene effettuata una benedizione liturgica e seguono i giochi pirotecnici.

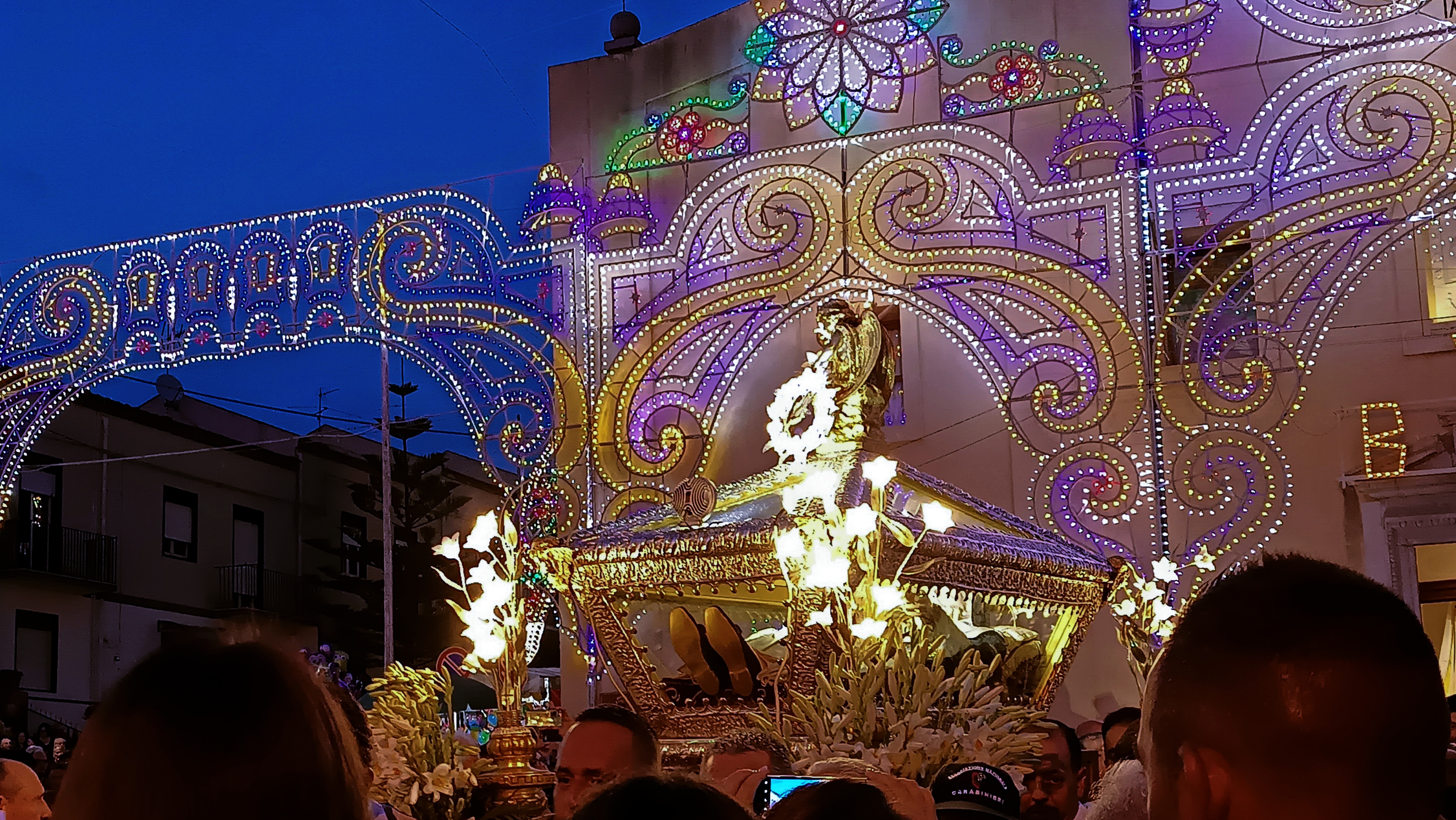
urna reliquiaria del beato in processione

Il 14 novembre, data della morte del beato, si svolge una messa dedicatagli nel Duomo di San Giorgio Martire, presso il quale il beato venne battezzato. Segue la processione della statua del beato giovanello, così chiamata poiché raffigura il beato in giovane età.

## Il culto nel mondo
Il culto e la devozione del Beato Giovanni Liccio oltre che per merito dell'Ordine Domenicano si è diffuso in tutto il mondo, anche tramite gli emigrati caccamesi. Nel 1997 è stata costruita una cappella a Chicago e nel 2002 una chiesa a Monte de Los Olivos (Guatemala) a lui dedicate.

## Centenario deldies natalis
Il 14 novembre 2011 è ricorso il 5º centenario del dies natalis del Beato Giovanni Liccio e, per l'occasione, la Comunità ecclesiale di Caccamo, in collaborazione con l'Ordine Domenicano, ha organizzato un cammino giubilare triennale ricco di eventi e di iniziative culturali in preparazione all'anniversario.